# Janvier 1865

## Événements
- Russie : l’assemblée de la noblesse de Moscou réclame la réunion d’une assemblée de la Terre russe. Le tsar refuse.

- 1er janvier : interdiction de publier la doctrine officielle de l’Église, formulée par le Syllabus en 1864.

- 5 janvier, France : mise en service de la section Corbeil-Essonnes - Maisse de la ligne Villeneuve-Saint-Georges - Montargis (PLM).

- 16 janvier, États-Unis : le général Sherman publie le « décret spécial no 15 sur la Terre » qui destine la totalité de la côte Sud jusqu’à 50 km à l’intérieur des terres à l’intention exclusive des Noirs. Les affranchis peuvent s’y installer, en n’occupant que 16 ha maximum par famille. En juin, 40 000 affranchis sont sur place, mais en août, le président Johnson rend ces terres à leurs propriétaires confédérés et les affranchis sont expulsés.

- 26 janvier : le prince Alexandre Jean Cuza de Roumanie renvoie Mihail Kogalniceanu. Les partis libéraux et conservateurs se rapprochent pour le chasser (monstrueuse coalition). Ils envoient Ion Bratianu à Paris chercher un prince étranger ayant l’agrément des puissances.

- 31 janvier[1] : l'esclavage est aboli aux États-Unis par le treizième amendement à la constitution proposé par le Congrès (ratifié le 6 décembre).

## Naissances
- 7 janvier : Sir Lyman Poore Duff, juge en chef de la Cour suprême du Canada.
- 18 janvier : El Espartero (Manuel García Cuesta), matador espagnol († 27 mai 1894).
- 19 janvier : Égide Rombaux, sculpteur belge († 11 septembre 1942).
- 31 janvier : Henri Desgrange, coureur cycliste, dirigeant sportif et journaliste français († 16 août 1940).

## Décès
- 11 janvier : Jean-Baptiste-Antoine Ferland, historien.
- 19 janvier : Pierre-Joseph Proudhon (56 ans), théoricien socialiste, père de l'anarchisme, à Paris.